# オボイ郡

オボイ郡
Obòy

オボイ郡（オボイぐん、ハイチ語: Obòy、フランス語: Borgne）は、ハイチ北県西部の郡。西に北西県サン・ルウィ・ディノー郡、南西にアルティボニット県グウォ・モーン郡、南にプレザンス郡、東にランベ郡と接し、北は大西洋に臨む。
東にポー・マゴ、西にオボイの2つのコミーンがある。郵便番号は15から始まる。

## 脚註
1. 1 2  “Haiti: administrative units, extended”.   GeoHive.com. 2016年10月5日時点のオリジナルよりアーカイブ。2021年8月10日閲覧。
2. ↑  “POPULATION TOTALE, POPULATION DE 18 ANS ET PLUS MÉNAGES ET DENSITÉS ESTIMÉS EN 2015” (pdf).   Institut Haïtien de Statistique et d’Informatique (IHSI). pp. 16 - 17 (2015年3月). 2021年8月10日閲覧。